# Bozeman
Bozeman is een plaats (city) in de Amerikaanse staat Montana, en valt bestuurlijk gezien onder Gallatin County. De stad is vernoemd naar de ontdekkingsreiziger John M. Bozeman.

## Demografie
Bij de volkstelling in 2000 werd het aantal inwoners vastgesteld op 27.509.
In 2006 is het aantal inwoners door het United States Census Bureau geschat op 35.061, een stijging van 7552 (27,5%).

## Geografie
Volgens het United States Census Bureau beslaat de plaats een oppervlakte van
32,6 km², geheel bestaande uit land. Bozeman ligt op ongeveer 1434 m boven zeeniveau.

## Trivia
De stad wordt in de verschillende series en films binnen Star Trek regelmatig genoemd, omdat in de serie het eerste contact tussen mensen en Vulcans daar plaatsvindt. Een belangrijke producent van de serie, Brannon Braga, is er geboren.
In de serie The Big Bang Theory verhuist Sheldon Cooper naar Bozeman omdat dit volgens hem de meeste ideale woonplaats is. Om vervolgens meteen beroofd te worden en terug te keren naar Pasadena. 
Ook de Netflix serie Yellowstone speelt zich af in de omgeving van Bozeman.

## Plaatsen in de nabije omgeving
De onderstaande figuur toont nabijgelegen plaatsen in een straal van 36 km rond Bozeman.

## Geboren
- Heather McPhie (28 mei 1984), freestyleskiester